# Préliminaires (sexualité)
On appelle préliminaires la phase de préparation intime faite de tendresse, d’échanges et de caresses diverses, au début des rapports sexuels et amenant les partenaires à un état d'excitation sexuelle. Il s'agit de donner du plaisir sans avoir pour but de parvenir immédiatement à l'orgasme, même si celui-ci est possible durant cette période. Le terme préliminaires s'inscrit principalement dans une relation hétérosexuelle ayant pour finalité la pénétration du pénis dans le vagin.

## Définition
Les préliminaires sont définies comme tout contact physique menant à une pénétration vaginale. Ils incluent notamment les baisers, des câlins, des caresses, particulièrement des zones érogènes telles que les seins, les épaules, les fesses, ou les organes génitaux. Des jeux sexuels peuvent également être pratiqués.
Les pratiques sexuelles non pénétratives (fellation, cunnilingus, anulingus, massages, caresses, masturbation réciproque, etc.) sont parfois considérées comme des préliminaires lorsqu'elles précèdent un autre rapport sexuel et qu'elles n'ont pas la pénétration pour premier but, mais elles peuvent aussi être des rapports à part entière.

## Rôle

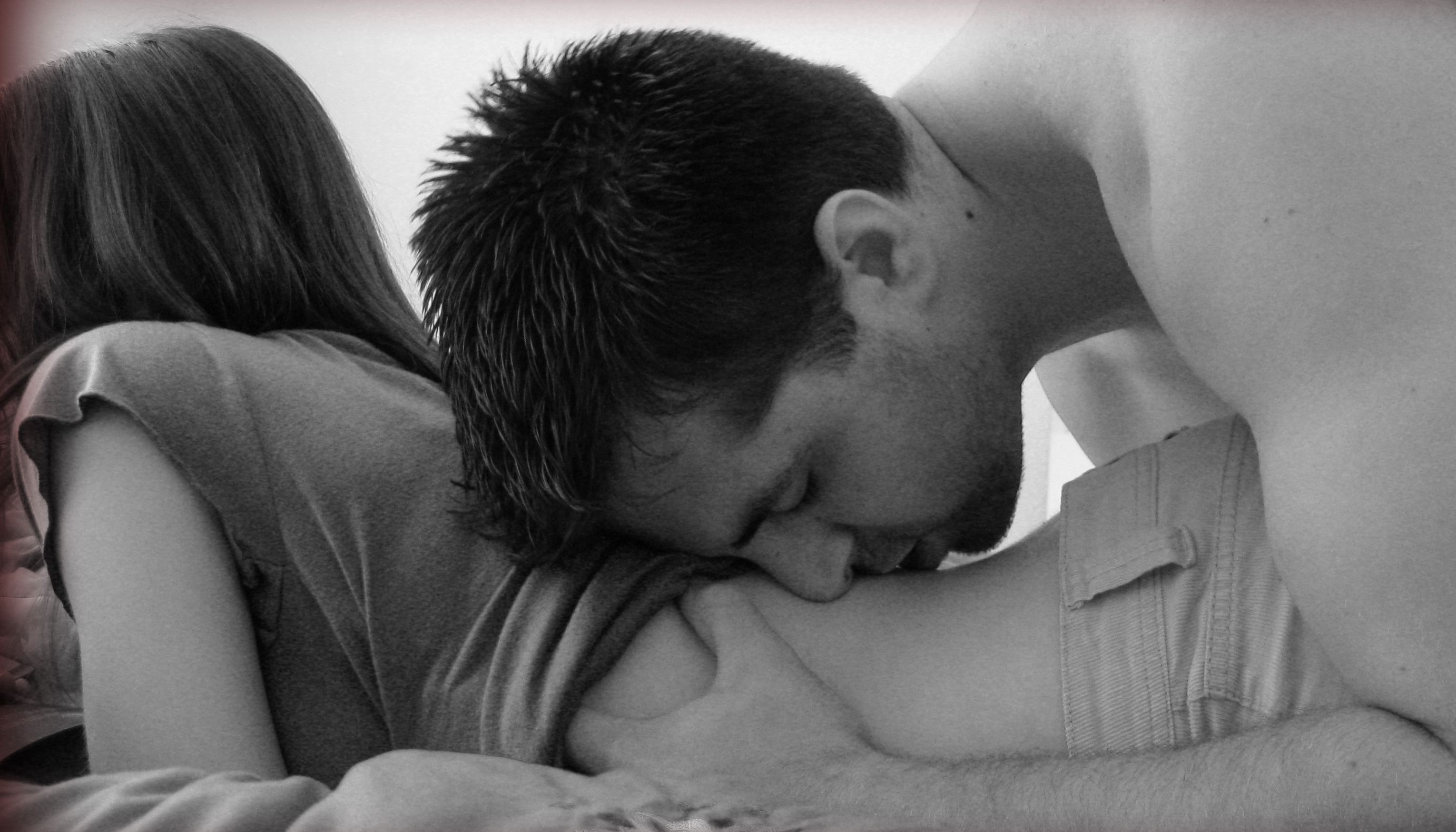
Les caresses et les baisers sont souvent considérés comme étant des préliminaires.

Dans le cadre d’une relation hétérosexuelle avec pénétration, les préliminaires servent en général à amener un niveau de désir sexuel suffisant, en particulier chez la femme, pour que la lubrification vaginale facilite la pénétration. Néanmoins, cette phase est une partie indépendante de la sexualité (elle n'est pas automatiquement suivie de la pénétration, qui elle-même n'est pas toujours précédée de préliminaires).

## Critiques
Le terme préliminaires est critiqué pour son approche centrée sur la pénétration vaginale et la course à l'orgasme. La sociologue Juliette Rennes indique que « le triptyque "préliminaires - pénétration - éjaculation" est une construction culturelle ».
Dans une définition élargie et non limitée à la pénétration, les préliminaires peuvent être entendus comme tout acte menant à du désir et augmentant l'excitation sexuelle. Cela inclut par exemple des regards, du flirt, l'échange de messages à connotation sexuelle, porter certains types de vêtement (lingerie, etc), se déshabiller, installer une ambiance lumineuse ou odorante propice à un acte sexuel.